# Slovenska popevka 2013
Slovenska popevka 2013 je potekala 29. septembra. Prireditev je vodila Miša Molk. Nastopilo je 13 skladb. Veliko nagrado strokovne žirije za skladbo v celoti je prejel Andraž Hribar za skladbo Po čem diši ta dan.

## Nastopajoči
| #   | Izvajalec        | Naslov pesmi          | Avtor glasbe          | Avtor besedila                          | Avtor aranžmaja | Uvrstitev na tel. glasovanju |
| --- | ---------------- | --------------------- | --------------------- | --------------------------------------- | --------------- | ---------------------------- |
| 1.  | Ana Soklič       | Naj muzika igra       | Janez Bončina - Benč  | Janez Bončina - Benč                    | Grega Forjanič  | 11.                          |
| 2.  | Ajda Stina Turek | Tvoj obraz            | Gašper Kržmanc        | Matjaž Turek                            | Primož Grašič   | 7.                           |
| 3.  | Manca Špik       | To so te reči         | Manca Špik            | Barbara Pešut                           | Aleš Avbelj     | 2.                           |
| 4.  | Jure Ivanušič    | Plavi angel           | Jure Ivanušič         | Jure Ivanušič                           | Nana Forte      | 3.                           |
| 5.  | Sara Kobold      | Ne znam na konec neba | Neža Buh Neisha       | Tilen Majerič                           | Neisha          | 6.                           |
| 6.  | Katarina Mala    | Nebesa                | Marko Gregorič        | Marko Gregorič                          | Patrik Greblo   | 8.                           |
| 7.  | Manuella Brečko  | Zadnji ples           | Marjan Hvala          | Iztok Melanšek                          | Boštjan Grabnar | 5.                           |
| 8.  | Eva Černe        | Vrti se v ritmu       | Rok Golob             | Katarina Habe                           | Rok Golob       | 1.                           |
| 9.  | Flora & Paris    | Vse si ti             | Matej Fele            | Kristjan Adamlje                        | Igor Podpečan   | 10.                          |
| 10. | Panda            | Hočem tja             | Samo Pirc             | Sara Petrovčič                          | Grega Forjanič  | 13.                          |
| 11. | Bilbi            | V dnevni doma         | Maja Pihler Stermecki | Maja Pihler Stermecki, Gregor Stermecki | Tadej Tomšič    | 12.                          |
| 12. | Andraž Hribar    | Po čem diši ta dan    | Andraž Hribar         | Andraž Hribar                           | Patrik Greblo   | 4.                           |
| 13. | Tristan          | Dotik požene kri      | Tomaž Juvančič        | Tomaž Juvančič, Urška Juvančič Ermenc   | Primož Grašič   | 9.                           |

## Nagrade
Strokovna žirija, ki so jo sestavljali Mojca Menart, Tinkara Kovač, Drago Mislej - Mef, Matej Wolf in Rudi Pančur, je veliko nagrado strokovne žirije za skladbo v celoti podelila Andražu Hribarju za skladbo Po čem diši ta dan. Nagrado za najboljše besedilo je podelila Barbari Pešut za skladbo To so te reči v izvedbi Mance Špik, nagrado za najboljšo interpretacijo pa Juretu Ivanušiču za izvedbo lastne skladbe Plavi angel. Zmagovalka po mnenju gledalcev in poslušalcev, ki so odločali prek telefonskega glasovanja, je postala Eva Černe s skladbo Vrti se v ritmu avtorja glasbe in aranžmaja Roka Goloba in avtorice besedila Katarine Habe.
Eva Černe se je pozneje zaradi očitkov, da je bil glasbeni motiv skladbe Vrti se v ritmu že predhodno objavljen, nagradi občinstva odpovedala.